# Cantarana
Pour la rivière de France, voir Canterrane.
Cantarana est une commune italienne de la province d'Asti, dans la région Piémont.

## Administration
| Période                                  | Période | Identité | Étiquette | Qualité |
| ---------------------------------------- | ------- | -------- | --------- | ------- |
|                                          |         |          |           |         |
| Les données manquantes sont à compléter. |         |          |           |         |

### Hameaux
Concentrico, Palazzasso, Torrazzo, Arboschio, Serralunga, Bricco dell'oca, Bricco Grosso, Bricco Aguggia, Bricco Barrano

### Communes limitrophes
Dusino San Michele, Ferrere, San Damiano d'Asti, Tigliole, Valfenera, Villafranca d'Asti

### Jumelage
- Chantraine (France), depuis le 19 mai 2007